# Greeting Prelude
Il Greeting Prelude for the eightieenth birthday of Pierre Montex è una composizione di Igor' Fëdorovič Stravinskij scritta nel 1955 sulla melodia di Happy birthday to you.

## Storia
Pierre Monteux, fra i direttori d'orchestra, è stato quello che più ha seguito da vicino la storia musicale di Stravinskij e, insieme a Ernest Ansermet, quello che il compositore ha più apprezzato. Nell'aprile del 1955 Monteux compì 80 anni e, per rendergli omaggio, il musicista decise di scrivere una breve composizione augurale in suo onore. Già nel 1950 Stravinskij aveva pensato a questo progetto e aveva già abbozzato il brano, ma la cosa non ebbe un seguito. Il pezzo è basato sulla melodia di Happy birthday to you; Stravinskij riteneva all'epoca che questo motivo appartenesse alla vecchia musica folclorica americana senza una precisa origine. Il brano invece, scritto nel 1893 dalle sorelle Patty e Mildred Jane Hill, era protetto da diritto d'autore, ma, per fortuna del musicista, gli aventi diritto non pretesero alcuna indennità. Stravinskij scrisse questa partitura solo per orchestra nel febbraio 1955 a Hollywood. La prima esecuzione avvenne il 4 aprile 1955, giorno del compleanno di Monteux, alla Symphony Hall di Boston con la Boston Symphony Orchestra diretta da Charles Münch.

## Analisi
Il Greeting Prelude è una brevissima composizione, consta infatti solo di 32 battute e dura 49 secondi. Il procedimento seriale viene applicato a un motivo diatonico, la nota melodia di Happy birthday, utilizzando una specifica differenziazione timbrica secondo un procedimento già utilizzato da Webern. Gli strumenti e i timbri degli stessi vengono usati da Stravinskij come  interventi augurali in successione, quali fossero diverse persone che giungono una dopo l'altra a rendere omaggio al festeggiato, alcuni con più incisività, altri più sommessamente, interferendo a volte gli uni con gli altri.

## Organico
Ottavino, due flauti, due oboi, due clarinetti in Do, due fagotti, controfagotto, quattro corni in Fa, due trombe, tre tromboni, basso tuba, timpani, grancassa, pianoforte, archi.